# Ceferiștii
Ceferiștii este un film românesc din 1954 regizat de Gabriel Barta.